# 정부과천청사경비대
정부과천청사경비대(政府果川廳舍警備隊)는 정부과천청사의 경호·경비를 위해 설립된 대한민국 경찰청 경기도남부지방경찰청 소속기관으로 정부과천청사경비대장은 총경(4급 상당)으로 보한다. 경기도 과천시 관문로 47에 위치하고 있다.
현재 의경 폐지로 인하여 청원경찰로 대체되었다.

## 연혁 및 역사
- 1982년 정부과천청사경비대 창설
- 1982년 창설 때는 작전전투경찰로 대원들이 구성되었다.
- 전경대원들의 생활관은 안내동 지하에 있었다.
- 1988년 국정감사에서 전투경찰의 치안활동(데모진압)은 불법이라는 지적
- 1990년 중반에 전투경찰에서 의무경찰로 대원들이 대체됨

## 사건·사고 및 논란

### 구타·가혹행위
80년대에는 잦은 시위에 맞물려 현역자원 중 많은 수의 병력을 전경으로 차출하였다. 급조된 부대에서는 구타 및 가혹행위가 끊이질 않았고 이로 인해 자살하는 청춘도 있었는데, 청사경비대도 그러하였다. 그러던 중 1987년 부임한 김영택총경은 구타근절을 목표로 강력한 지도력을 보였다. 그래서 88년 이후에는 구타로 인한 사고가 현격히 줄었다.

### 88년 국가유공자(상이군경)들의 청사 난입
1987년 국민들의 민주화 요구 이후 1988년부터는 과천청사앞에서는 시위가 끊이지 않았다. 그러던 중 그해 5월 국가유공자단체에서 1동 경제기획원까지 밀고 들어가는 일이 발생했다.
청사의 경비는 경비대가 하나 시위진압은 당시 관할 경찰서였던 안양의 609전경대가 하게 되어있었다. 609전경대는 전국의 시위를 진압하러 다니던 부대라 그날도 타지역에서 오느라 늦게 도착하여 상이군경들은 시위진압이 처음이었던 경비대를 1동앞 계단에서 수월하게 통과하였다.  이 사건이후로 잔디밭과 조경수로 이루어져 아름다웠던 조경은 사라지고 청사를 두르는 담이 쳐지게 되었다. 아래의 23년 만의 처음은 오류다.

### 공인중개사 탈락자들 청사 난입
2005년 1월 27일 제15회 공인중개사 시험 불합격자 4천여명이 가산점 부여 등 대책마련을 요구하며 시위를 벌이다 정부과천청사에 난입하였다. 이 과정에서 시위대가 던진 돌에 청사 1층 대형유리가 깨지고 시위자와 의경 등 7명이 다쳤다. 정부과천청사가 1982년 개청된 이후 시위대에게 뚫리는 건 23년만에 처음 있는 일이다.
- 23년만에 처음은 오류다. 1988년 5월 상이군경에 의해서 1동 경제기획원까지 뚫렸다. -
이에 앞서 불합격자들은 이날 오후 2시께부터 정부과천청사 운동장에 모여 △예전 합격률 보장 △시험문제 관련자 처벌 등을 요구하는 정부 규탄집회를 벌였다. 이성열 '제15회 공인중개사시험대책 투쟁연합' 사무국장은 "시험이 잘못 출제된 만큼 응시자에게 가산점을 부여해 억울한 피해자들을 구제하는 것이 유일한 해결책"이라며 "정부가 가산점을 주기로 결정할 때까지 계속 투쟁해 나갈 것"이라고 말했다. 한편, 제15회 공인중개사 시험은 2004년 11월 14일 치러졌는데 최종 응시자 12만2천여명 가운데 1.03%인 1258명만 합격했다.

### 전경 투신·사망
2008년 3월 27일 오전 11시 50분쯤 과천정부종합청사경비대 소속 김 모(22) 이경이 정부과천청사 내 노동부 건물 옥상에서 아래로 떨어져 병원으로 옮겼으나 숨졌다.
노동부 건물에서 근무 중이던 이모 일병은 "오전 11시 45분께 기동복을 입은 대원 1명이 청사 5동 노동부 정문 쪽으로 뛰어가는 것을 보았고, 약 5분 뒤 '쿵' 소리가 나서 현장에 가 보니 김 이경이 잔디밭에 쓰러져 있어 119에 신고했다"라고 말했다. 정부과천청사경비대는 응급차를 이용, 이 이경을 안양시 소재의 한림대학교 성심병원으로 이송했으나 40분 뒤인 낮 12시 40분께 숨졌다. 투신한 이 이경은 평소 내성적인 성격으로 말수가 적은 것을 제외하고는 특이점이 없는 것으로 알려졌으며 유서 등은 발견되지 않았다.

### 대순진리회 신도들의 청사 난입
2011년 11월 29일 오전 8시쯤 대순진리회 신도 81명이 과천정부청사에 무단으로 들어와 시위를 벌였다. 대순진리회 신도 2천500여 명(경찰 추산)은 하루 전인 28일 오후부터 보금자리지구 지정에 반발해 정부과천청사 앞에서 시위를 벌여왔으며 이들 중 일부가 출근시간대에 청사 1·4 초소를 통해 진입을 시도해 1층 로비에까지 들어간 것이다. 이들은 경찰 등에 막혀 곧바로 현관 밖으로 밀려났다가 현관 앞에서 다른 신도들과 합세해 재진입을 시도하는 과정에서 몸싸움을 벌이다 연행됐다.
한편, 이들은 하남시 감북지구 내 위치한 대순진리회 소속 부지 중 일부만 지구에 편입되자 반발해 왔다. 하남 감북보금자리사업은 전체 267만m2에 주택 2만 가구(보금자리 1만 4천 가구)가 건설되는 사업으로 2010년 12월 30일 지구지정됐다.

### 미국산 쇠고기 전경대에만 배급
2009년 10월 14일 국회 행정안전위원회 소속 최규식(서울 강북을) 민주당 의원이 행정안전부로부터 국정감사 자료를 받아 2008년 9월부터 2009년 8월까지 정부청사 구내식당 및 청사경비 전경부대의 원산지별 쇠고기소비량 현황을 분석한 결과, 세종로 정부종합청사는 물론 과천, 대전, 광주, 제주, 춘천 등 지방합동청사를 포함한 6곳의 정부청사는 모두 미국산 쇠고기를 단 한차례도 구매하지 않은 것으로 나타났다. 6개 청사가 이 기간 동안 소비한 총 18,186kg의 쇠고기 중 12kg(국산, 제주청사)을 제외한 전량이 호주산이었다. 반면 정부과천청사를 경호하는 경기706전경대에는 미국산 쇠고기만 100%로 공급됐다.
최규식 의원은 "'미국산 쇠고기 수입 후 1년 동안 정부종합청사에서 미국산 쇠고기 꼬리곰탕과 내장을 먹이겠다'(2008년 5월 7일 미국산쇠고기청문회)는 정운천 전 농림수산식품부 장관의 발언이 거짓약속이었음이 드러났다"며 "이런 정부를 국민이 과연 신뢰할 수 있겠냐"고 비판했다. 이어 “정부과천청사를 경호하는 경기706전경대는 국산과 호주산 쇠고기는 한번도 먹은 적이 없고 지난 1년 동안 미국산 쇠고기만 100% 먹어왔고, 선택권 없이 주는 대로 먹어야 하는 전경에게만 1년 동안 100% 미국산 쇠고기만 먹어온 것”이라고 비판했다.
같은 날 저녁 경찰청은 해명자료를 배포해 정부과천청사 706전경대 대원들이 '미국산 쇠고기만'먹은 것은 아니라고 밝혔다. 경찰청은 "709전경대에서 2008년 9월부터 2009년 8월 사이 쇠고기 구매는 총구매 584kg중, 호주산 316;kg, 미국산 268kg이었다"며, "최규식 의원 요구자료 작성시 706전경대 담당자가 업무착오로 미국산으로만 작성해 제출했다"라고 설명했다. 경찰청 배포자료에 따르면 706전경대는 2008년 9월부터 2009년 2월까지 호주산 쇠고기만 구매했고, 2009년 3월 미국산 쇠고기를 처음 구매한 이후, 5월부터는 미국산 쇠고기만 구매한 것으로 나타났으며, 전체 기간 중 국내산 쇠고기는 전혀 구매하지 않았다.

### 미래창조과학부 고위공무원 경비대원 폭행
2013년 8월 29일 오전 미래창조과학부 고위공무원 A씨가 정부과천청사를 출입하면서 출입신분증 제시를 요구한 경비대원을 폭행했다는 고소장을 과천경찰서가 접수하여 수사에 나서기도 했다.

## 같이 보기
- 정부대전청사경비대
- 정부서울청사경비대
- 정부세종청사경비대
- 국회경비대
- 울릉경비대
  - 독도경비대